# Фредендалль, Ллойд
Ллойд Фредендалль (англ. Lloyd Ralston Fredendall; 28 декабря 1883 — 4 октября 1963) — американский военный деятель, генерал, служивший во время Второй мировой войны.

## Биография
Родился в Форт-Уоррен, штат Вайоминг.
В 1905 году поступил в военную академию в Вест-Пойнте, но через семестр был отчислен из-за плохого поведения; через год поступил туда снова, но вновь почти сразу же был отчислен. В 1906 году Фредендалль неожиданно лучше всех остальных студентов сдал офицерский экзамен в Массачусетском технологическом университете и на следующий год был зачислен на службу в армию в качестве 2-го лейтенанта пехоты.
Служил на Филиппинах, в августе 1917 года, во время Первой мировой войны, был направлен во Францию в составе 28-го пехотного полка, получив по окончании войны временное назначение подполковником, хотя ни разу не участвовал в боевых действиях, но хорошо зарекомендовал себя как инструктор новобранцев.
В 1920-х годах занимался в основном преподавательской деятельностью в военных училищах. В 1939 году был повышен до бригадного генерала, в 1940 году — до генерал-майора.
Более всего известен как командующий высадкой американских войск в Марокко и Алжире во время операции «Факел» и как командир II корпуса армии США во время начала Тунисской кампании. В феврале 1943 года, когда он командовал II корпусом, его войска потерпели поражение от немецких войск под командованием фельдмаршала Эрвина Роммеля и генерал-полковника Ганса-Юргена фон Арнима в битве за перевал Кассерин. После этой неудачи Фредендалль был освобождён от командования II корпусом Дуайтом Эйзенхауэром и заменен Джорджем Паттоном в марте 1943 года. Несмотря на это, Фредендалль был повышен до генерал-лейтенанта, в июне 1943 года принял на себя командование американской Второй армией и на родине был принят как герой.
Командуя Центральным командованием обороны и Второй армией США в Мемфисе, штат Теннесси, Фредендалль руководил обучением и полевыми маневрами и поначалу даже давал интервью представителям прессы. Однако после саркастического комментария репортера журнала Time Фредендалль передумал и в значительной степени сократил дальнейшее освещение своего командования в прессе.
Фредендалль умер в Сан-Диего, Калифорния, 4 октября 1963 года. Похоронен на Национальном кладбище Форт-Роузкранс.